# Lachnolaimus maximus

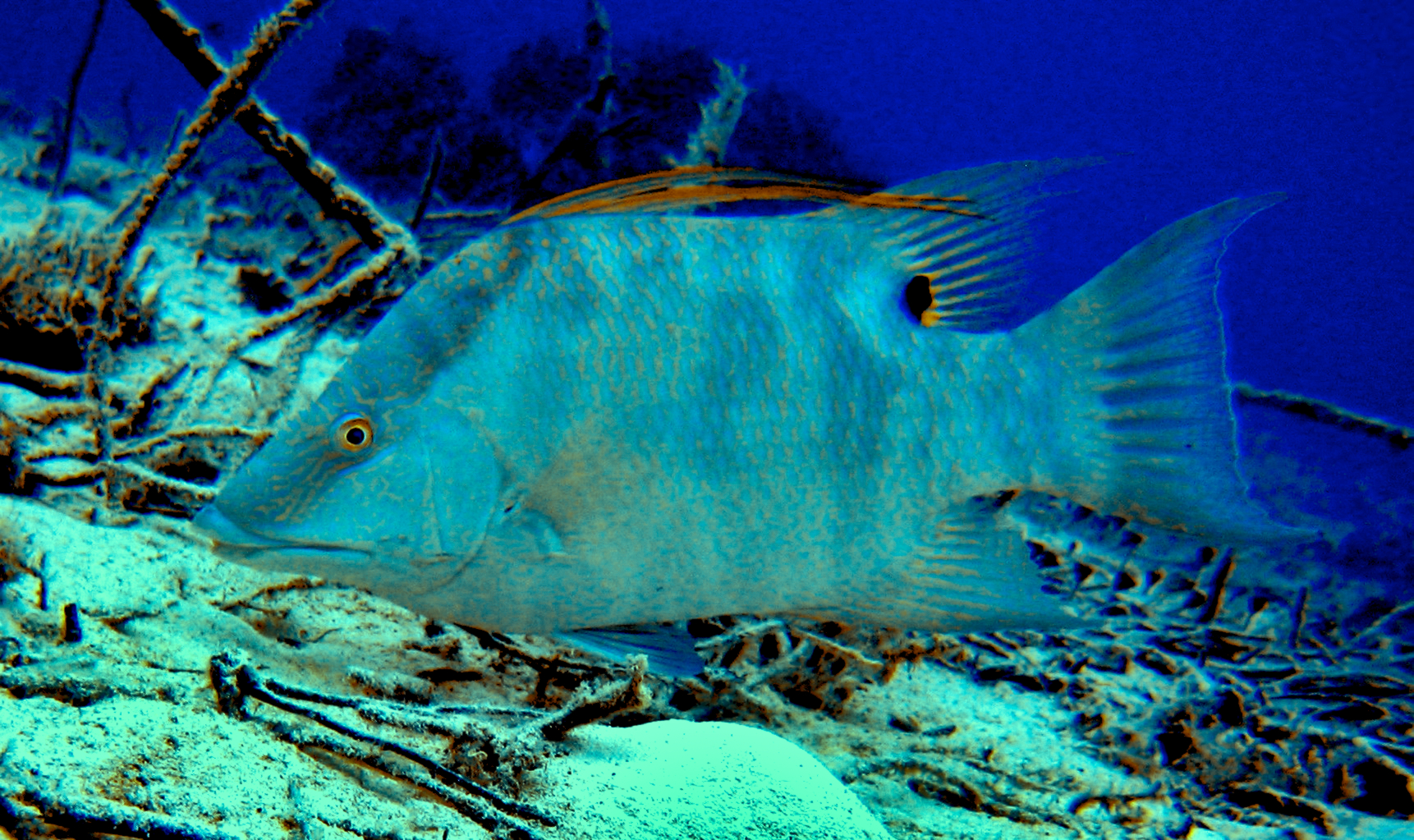
Exemplar fotografiat a Puerto Morelos (Yucatán, Mèxic).

Lachnolaimus maximus és una espècie de peix de la família dels làbrids i de l'ordre dels perciformes que es troba des de Nova Escòcia (Canadà), Bermuda i el nord del Golf de Mèxic fins al nord de Sud-amèrica.
Els mascles poden assolir els 91 cm de longitud total i els 11 kg de pes.